# Smash the State
Smash the State es un EP de Melvins publicado en 2007 por Amphetamine Reptile Records fue una versión limitada solo de 600 ejemplares que fueron lanzados durante una gira. Los Melvins (Dale crover y Buzz osbourne) se alinearon con la banda Haze XXL e hicieron este tributo con temas hardcore, la versión en vinilo incluye 4 tracks a diferencia del CD que consta de 9.

## Lista de canciones (vinilo)
| N.º | Título                | Duración |  |
| 1.  | «Smash the State»     | 01:06    |  |
| 2.  | «Stalin's Solution»   | 01:05    |  |
| 3.  | «Communist Concubine» | 01:03    |  |
| 4.  | «Useful Idiot»        | 01:35    |  |

## Lista de canciones (Cd)
| N.º | Título                | Duración |  |
| 1.  | «Real Fucking Nasty»  |          |  |
| 2.  | «Stalin's Child»      |          |  |
| 3.  | «Drunken Paddy»       |          |  |
| 4.  | «Smash the State»     |          |  |
| 5.  | «Stalin's Solution»   |          |  |
| 6.  | «Communist Concubine» |          |  |
| 7.  | «Useful Idiot»        |          |  |
| 8.  | «Birthday Fuck»       |          |  |
| 9.  | «Detroit Insect Eye»  |          |  |